# Kubánkov
Kubánkov (661 m n. m.) je nejvyšší vrchol geomorfologického okrsku Palkovické hůrky v Podbeskydské pahorkatině. Tyčí se 3 km severovýchodně od Hukvald, 4 km západně od Palkovic (do jejíhož katastru patří) a 8 km jihozápadně od Frýdku-Místku. Na vrcholu se nachází sloupová konstrukce nesoucí telekomunikační zařízení a také několik laviček.

## Přístup
Kubánkov je přístupný po značených turistických cestách z několika směrů:
- od rozcestí Palkovické hůrky na severovýchodě po modře značené cestě (nejkratší trasa, necelé 2 km s převýšením 140 metrů)
- z Kozlovic na jihu po žlutě značené cestě, kterou kopíruje naučná stezka Jánáčkův chodníček (4 km s převýšením 310 metrů)
- z Hukvald na západě kolem památníku Leoše Janáčka po zeleně a modře značených cestách (4,5 km s převýšením 350 metrů)

Na vrchol vede i běžecký závod pořádaný dvakrát ročně běžeckým klubem Kubánkov.

## Přírodní rezervace
Na západních svazích se rozkládá přírodní rezervace Palkovické hůrky. Chrání smíšený les s výraznou převahou buku. Celkem se v rezervaci vyskytuje 14 lesních typů, buky staré až 125-140 let doplňuje zejména lípa, popř. jedle a nepůvodní smrk. V bylinném patru se pak vyskytuje kyčelnice cibulkonosná či strdivka. V místních prameništích se hojně vyskytuje vážka a páskovec dvojzubý.

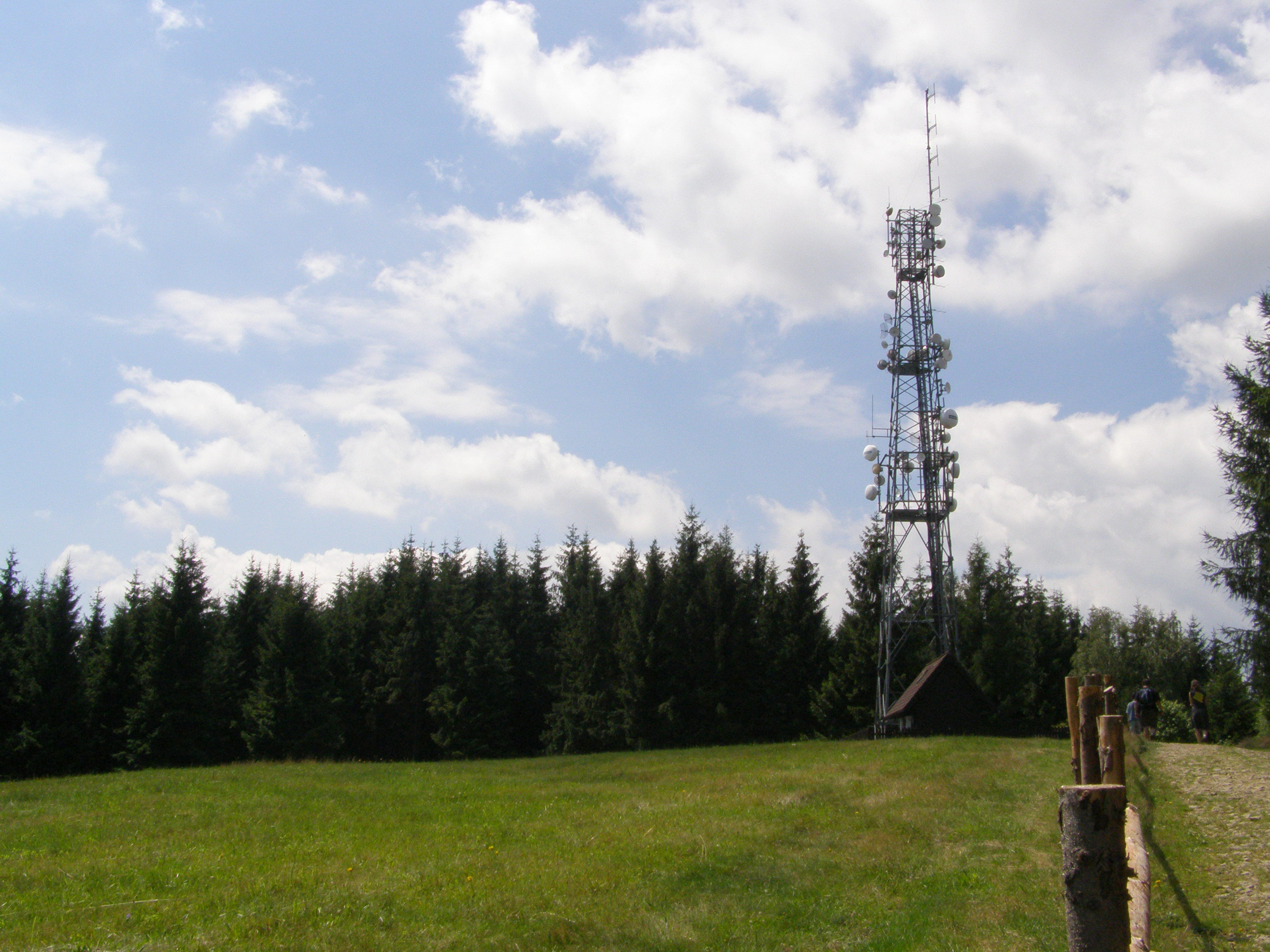
Vrchol Kubánkova (661 m)

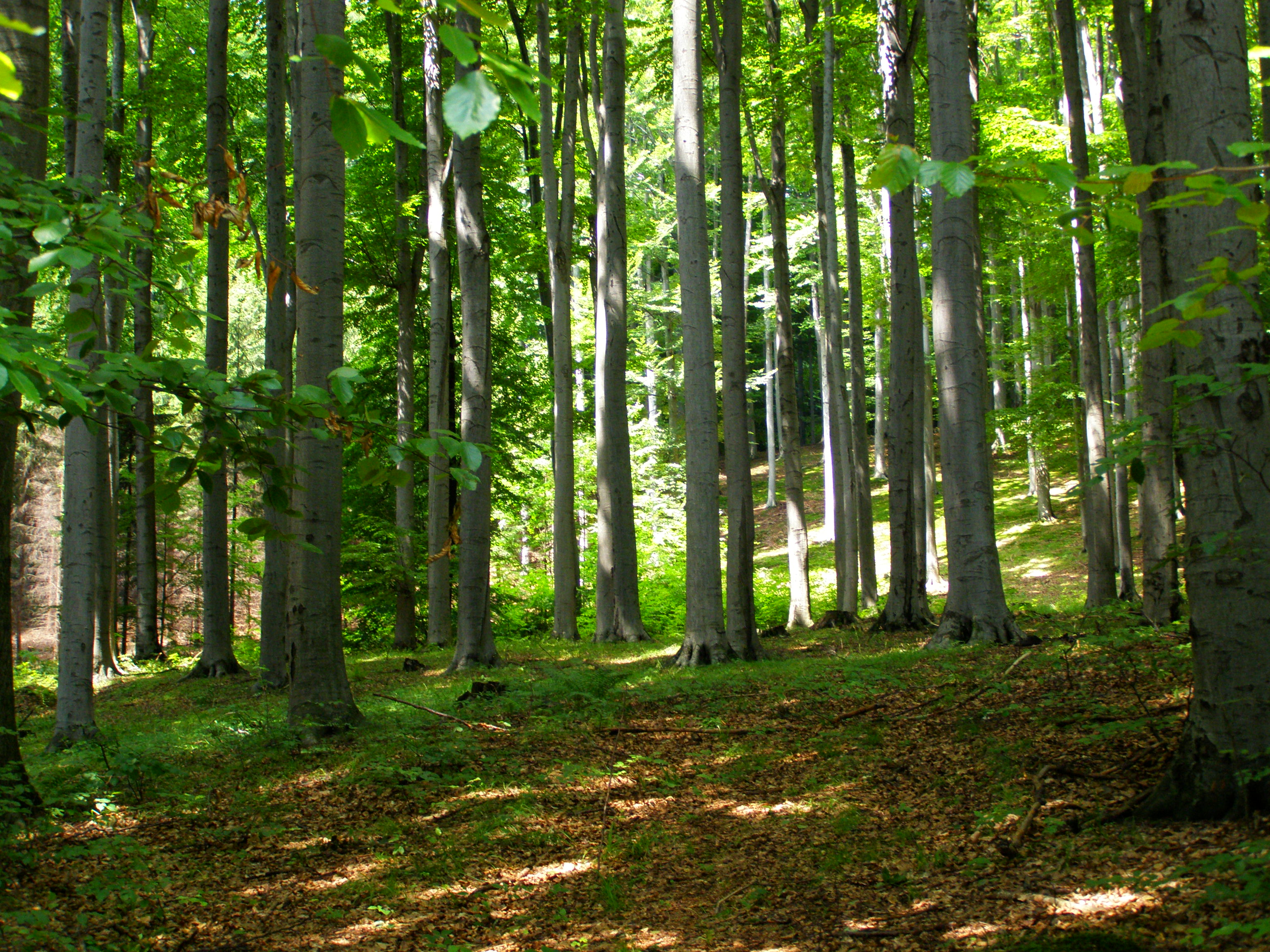
Bučina v PR Palkovické hůrky